# Famiglia collisionale
In astronomia una famiglia collisionale è un gruppo di oggetti celesti, in genere corpi minori, che si ritiene abbiano una comune origine derivante da un impatto astronomico, in quanto possiedono composizione simile e spesso parametri orbitali affini.
Tra le famiglie collisionali conosciute o sospettate si annoverano numerose famiglie asteroidali, la gran parte dei satelliti irregolari dei giganti gassosi,  la Terra e la Luna e i pianeti nani Plutone, Eris, Haumea e le loro lune.